# Gabriel-Germain Joncherie
Gabriel-Germain Joncherie est un peintre français du XIXe siècle né à Vitry-sur-Seine le 27 août 1785 et mort à Paris le 1er ou le 2 avril 1844.
Il est l'auteur de nombreux trompe-l’œil, de natures mortes et de scènes d’intérieur. Il a présenté ses travaux au Salon de Paris entre 1827 et 1844 (13 admissions, 6 refus).

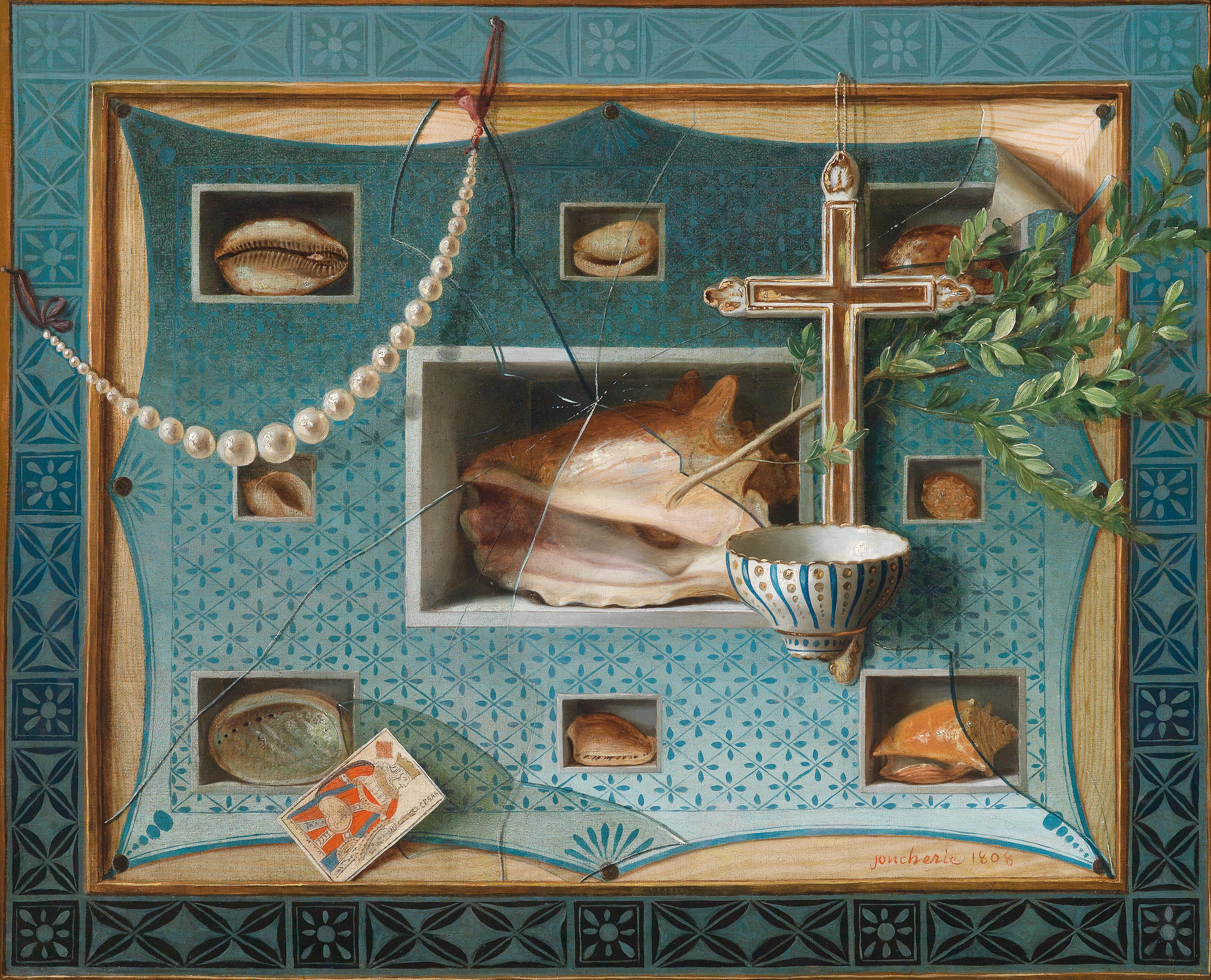
Nature morte, 1808
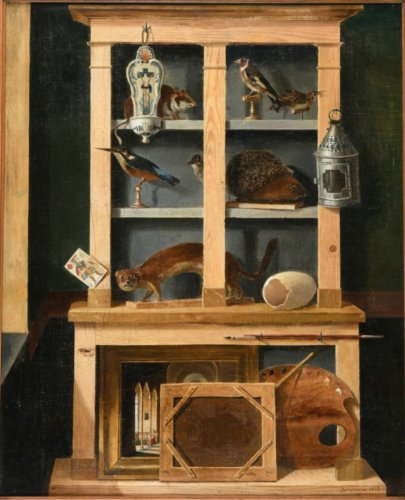
Trompe-l’œil au cabinet de curiosités, 1823
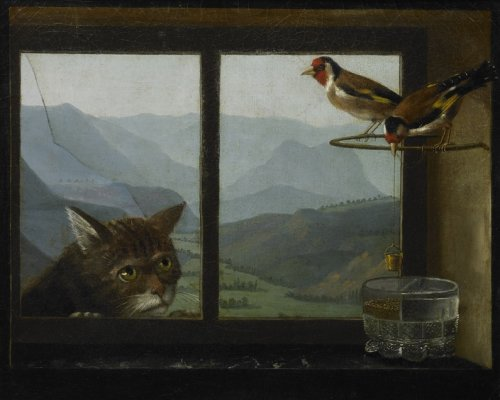
Le Chat et les Chardonnerets